# Lahan Sai (huyện)
Lahan Sai (tiếng Thái: ละหานทราย) là một huyện (‘‘amphoe’’) ở phía nam của tỉnh Buriram, đông bắc Thái Lan.

## Lịch sử
Khu vực Lahan Saiban đầu thuộc Nang Rong. Khu vực này có đất đai màu mỡ và có rừng rậm bao phủ, dân xung quanh đến đây lập làng mới. Khi dân cư đông đúc hơn, chính quyền đã lập một tiểu huyện (King Amphoe) vào ngày 1 tháng 1 năm 1962. Huyện mới bao gồm tambon Lahan Sai, Pakham và Thawon. Đơn vị này đã được nâng thành huyện ngày 17 tháng 7 năm 1963.

## Địa lý
Các huyện giáp ranh (từ tây nam theo chiều kim đồng hồ) là Ta Phraya của tỉnh Sa Kaeo, Non Din Daeng, Pakham, Nang Rong, Chaloem Phra Kiat, Prakhon Chai và Ban Kruat của tỉnh Buriram. Về phía đông nam huyện giáp tỉnh Oddar Meancheay của Campuchia.

## Hành chính
Huyện này được chia thành 6 phó huyện (tambon), các đơn vị này lại được chia thành 95 làng (muban). Lahan Sai là một thị trấn (thesaban tambon) nằm trên một phần của tambon Lahan Sai. Ngoài ra có 5  tổ chức hành chính tambon.
| Số TT | Tên            | Tên tiếng Thái | Số làng | Dân số |  |
| ----- | -------------- | -------------- | ------- | ------ |  |
| 1.    | Lahan Sai      | ละหานทราย      | 27      | 12.198 |  |
| 3.    | Ta Chong       | ตาจง           | 22      | 15.668 |  |
| 4.    | Samrong Mai    | สำโรงใหม่       | 13      | 12.005 |  |
| 7.    | Nong Waeng     | หนองแวง        | 11      | 15.482 |  |
| 10.   | Nong Trakhrong | หนองตระครอง    | 12      | 8.209  |  |
| 11.   | Khok Wan       | โคกว่าน         | 10      | 6.702  |  |

Các con số mất là các tambo nay thuộc huyện Non Din Daeng và một số khu vực của Chaloem Phra Kiat.